# Amt Nord-Rügen
La comunità amministrativa di Nord-Rügen (Amt Nord-Rügen) si trova nel circondario di Rügen nel Meclemburgo-Pomerania Anteriore, in Germania.

## Suddivisione
Comprende i seguenti comuni  (abitanti il 31 dicembre 2022):
1. Altenkirchen (931)
2. Breege (575)
3. Dranske (1 155)
4. Glowe (971)
5. Lohme (465)
6. Putgarten (188)
7. Sagard * (2 460)
8. Wiek (1 007)

Il capoluogo è Sagard.